# Született feleségek (hatodik évad)
A Született feleségek (Desperate Housewives) című amerikai filmsorozat
hatodik évadát az Amerikai Egyesült Államokban 2009. szeptember 27-én kezdte el vetíteni az ABC. Az évad 23 epizódból áll. A magyar TV2 csatorna 2010. március 17-én kezdte az évad sugárzását.

## Főszereplők
- Teri Hatcher - Susan Delfino
- Felicity Huffman - Lynette Scavo
- Marcia Cross - Bree Hodge
- Eva Longoria - Gabrielle Solis
- Ricardo Antonio Chavira - Carlos Solis
- Doug Savant - Tom Scavo
- Kyle MacLachlan - Orson Hodge
- Dana Delany - Katherine Mayfair
- Drea de Matteo - Angie Bolen
- Maiara Walsh - Ana Solis
- Brenda Strong - Mary Alice Young
- James Denton - Mike Delfino

### Mellékszereplők
- Andrea Bowen - Julie Mayer
- Kathryn Joosten - Karen McCluskey
- Jeffrey Nordling - Nick Bolen
- Beau Mirchoff - Danny Bolen
- Charlie Carver - Porter Scavo
- Joshua Logan Moore - Parker Scavo
- Kendall Applegate - Penny Scavo
- Madison De La Garza - Juanita Solis
- Mason Vale Cotton - M.J. Delfino

### Különleges vendégszereplők
- Daniella Baltodano - Celia Solis
- Orson Bean - Roy Bender
- Julie Benz - Robin Gallagher
- Richard Burgi - Karl Mayer
- Max Carver - Preston Scavo
- Lyndsy Fonseca - Dylan Mayfair
- Joy Lauren - Danielle Van de Kamp
- Jesse Metcalfe - John Rowland
- Samuel Page - Sam Allen
- Shawn Pyfrom - Andrew Van de Kamp
- Kevin Rahm - Lee McDermott
- Tuc Watkins - Bob Hunter
- Drea de Matteo - Angie Bolen

## Epizódok
A Született feleségek hatodik évadának epizódjainak listája:
| #   | Epizód eredeti címe                 | Eredeti bemutató     | Epizód magyar címe             | Magyarországi bemutató |
| --- | ----------------------------------- | -------------------- | ------------------------------ | ---------------------- |
| 1.  | Nice is Different Than Good         | 2009. szeptember 27. | Vétkes kertváros               | 2010. március 17.      |
| 2.  | Being Alive                         | 2009. október 4.     | Túlélés                        | 2010. március 24.      |
| 3.  | Never Judge a Lady By Her Lover     | 2009. október 11.    | Ki a legszebb e vidéken?       | 2010. március 31.      |
| 4.  | The God-Why-Don't-You-Love-Me Blues | 2009. október 18.    | Mondd, miért szeretsz te mást? | 2010. április 7.       |
| 5.  | Everybody Ought to Have a Maid      | 2009. október 25.    | Ne ítélj, hogy ne ítéltess!    | 2010. április 14.      |
| 6.  | Don't Walk on the Grass             | 2009. november 1.    | Fűre lépni tilos!              | 2010. április 21.      |
| 7.  | Careful the Things You Say          | 2009. november 8.    | Bölcsességek könyve            | 2010. április 28.      |
| 8.  | The Coffee Cup                      | 2009. november 15.   | Egy csésze kávé                | 2010. május 5.         |
| 9.  | Would I Think of Suicide?           | 2009. november 29.   | Önvédelem                      | 2010. szeptember 1.    |
| 10. | Boom Crunch                         | 2009. december 6.    | Kő-kövön                       | 2010. szeptember 8.    |
| 11. | If...                               | 2010. január 3.      | Mi lett volna, ha...           | 2010. szeptember 15.   |
| 12. | You Gotta Have a Gimmick            | 2010. január 10.     | A látszat csal                 | 2010. szeptember 22.   |
| 13. | How About a Friendly Shrink?        | 2010. január 17.     | Terápiás hatás                 | 2010. szeptember 29.   |
| 14. | The Glamorous Life                  | 2010. január 31.     | Színház az egész világ         | 2010. október 6.       |
| 15. | Lovely                              | 2010. február 21.    | Szemrevaló                     | 2010. október 13.      |
| 16. | The Chase                           | 2010. február 28.    | Hajtóvadászat                  | 2010. október 20.      |
| 17. | Chromolume No. 7                    | 2010. március 14.    | Aki bújt, aki nem…             | 2010. október 27.      |
| 18. | My Two Young Men                    | 2010. március 21.    | Ki nyer ma?                    | 2010. november 3.      |
| 19. | We All Deserve to Die               | 2010. április 18.    | Eltűntek                       | 2010. november 10.     |
| 20. | Epiphany                            | 2010. április 25.    | Született szörnyeteg           | 2010. november 17.     |
| 21. | A Little Night Music                | 2010. május 2.       | Kis éji zene                   | 2010. november 24.     |
| 22. | The Ballad of Booth                 | 2010. május 9.       | Zsaruballada                   | 2010. december 1.      |
| 23. | I Guess This is Goodbye             | 2010. május 16.      | Isten hozzád!                  | 2010. december 8.      |

## Fordítás
- Ez a szócikk részben vagy egészben  a   Desperate_Housewives_(season_6) című angol Wikipédia-szócikk fordításán alapul.  Az eredeti cikk szerkesztőit annak laptörténete sorolja fel. Ez a jelzés csupán a megfogalmazás eredetét és a szerzői jogokat jelzi, nem szolgál a cikkben szereplő információk forrásmegjelöléseként.